# Nissan Wingroad
Nissan Wingroad — вантажопасажирський автомобіль японського концерну Nissan, вироблений для внутрішнього ринку. В Японії модель популярна завдяки вдалому дизайну. Також модель продається в країнах Південної Америки з лівим кермом, зокрема в Перу значна кількість таксі - Nissan AD і Wingroad в 11 кузові. Попередником Nissan Wingroad вважається універсал Nissan Sunny California, з яким у автомобіля 1996 модельного року був спільний кузов. Друге покоління вироблялося в 1999-2005 роках і мало спільний кузов з утилітарним Nissan AD. За фактом з AD відмінності були тільки в дрібницях комплектації салону. На платформі Nissan MS, на якій побудований Wingroad третього покоління, створені такі автомобілі як Nissan Bluebird Sylphy, Nissan Tiida і Nissan Note.

## Перше покоління

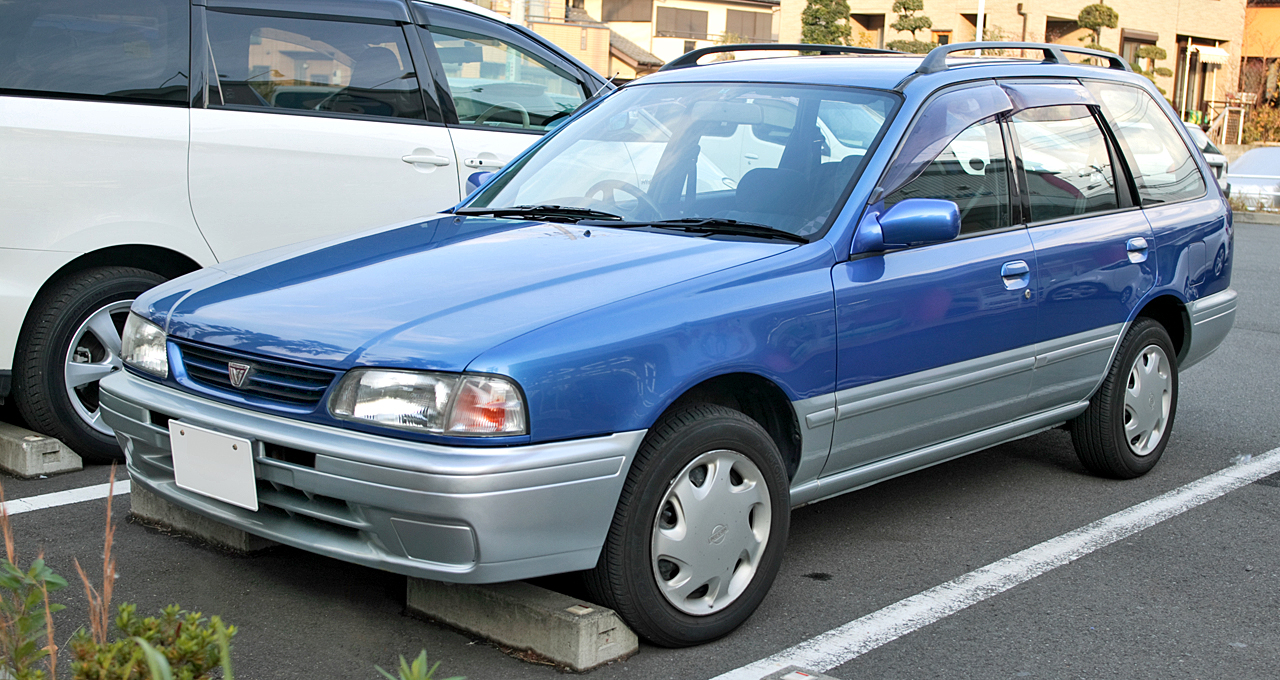
Nissan Wingroad Y10

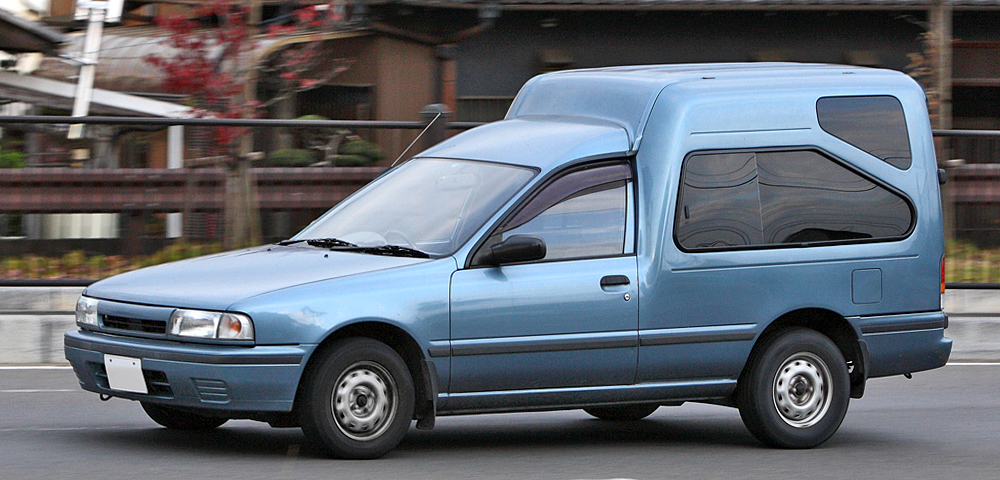
Nissan AD Max

Перше покоління Nissan Wingroad (кузов Y10) базувалося на платформі Nissan Sunny і існувало в 14 модифікаціях. Були присутні як механічні, так і автоматичні коробки передач, існували повнопривідні версії універсала.
Автомобіль став довшим за попередника, злегка підріс у висоту і отримав нові двигуни. До стандартного комерційному варіанту другого покоління пізніше додався фургон-каблучок AD MAX (1992).
Nissan Wingroad/AD користувався великим попитом не тільки в Японії - він випускався і для інших ринків (переважно Південно-Східної Азії), а ОЕМ-угоду з Мазда і Субару в 1994 році дозволило випускати аналогічні комерційні варіанти універсала під назвами Mazda Familia і Subaru Leone.
У конструкції ходової частини у Nissan AD все просто. Спереду незалежна підвіска з амортизаційними стійками Макферсона, ззаду два варіанти: або напівзалежна балка у передньопривідних машин або залежна підвіска (міст) у повнопривідних. Опціонально автомобіль міг бути оснащений диференціалом підвищеного тертя. Гідропідсилювач був відсутній тільки в найпростіших комплектаціях початкового випуску. Розміри універсал має наступні: 4175 x 1665 x 1480 мм (Д х Ш х В). Розміри салону: 1700 x 1390 x 1205 мм. Автомобіль є п'ятимісцевим, але заднє сидіння зручним назвати не можна, до того ж воно має цільну спинку, показуючи, що перед нами все ж комерційний автомобіль. Вантажопідйомність його становить 400 кг. Обсяг багажника - на рівні універсалу середнього класу, якщо не більше.
У плані безпеки Nissan AD нічого особливого не обіцяє. Спочатку автомобіль включав тільки триточкові ремені безпеки (крім центрального місця ззаду), і навіть вентильовані гальмівні диски спереду - приналежність далеко не всіх модифікацій (ззаду встановлені гальма барабанного типу). З червня 1995 року, з частковим оновленням моделі, додалася водійська подушка безпеки, а з 1996 року - пасажирська за доплату.

## Друге покоління

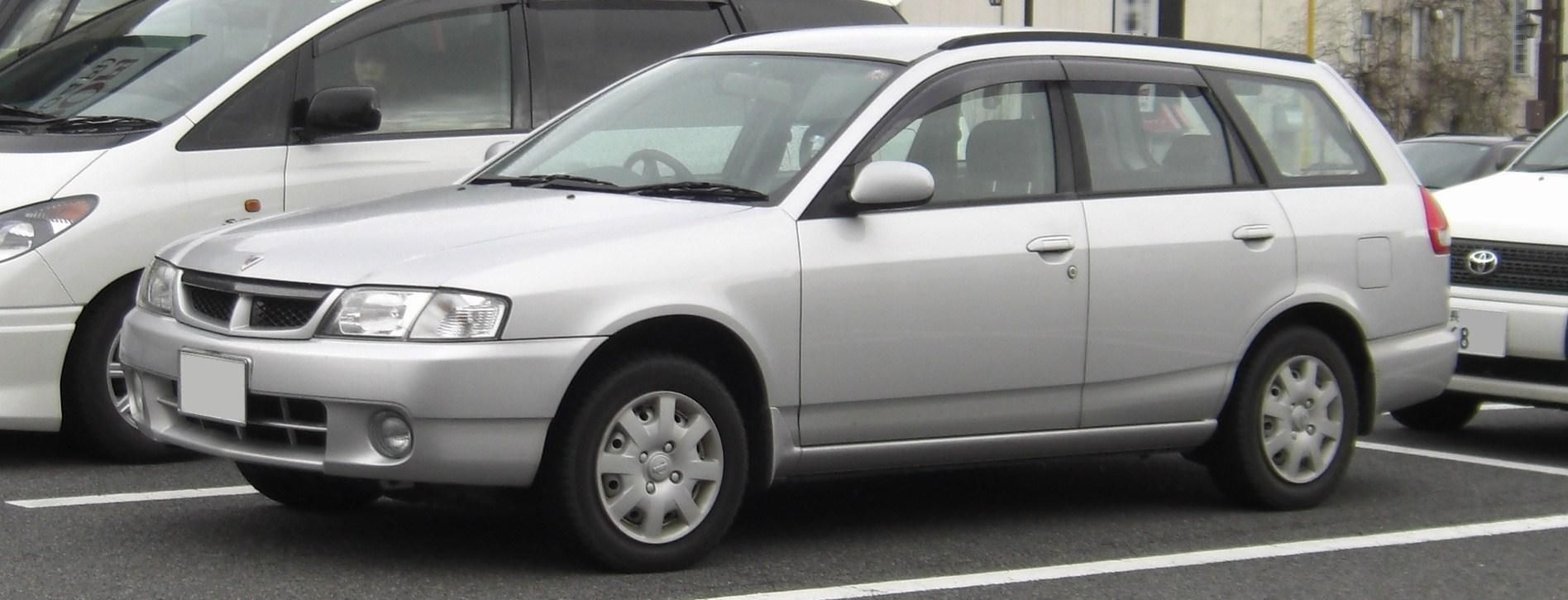
Nissan Wingroad Y11 (1999-2001)

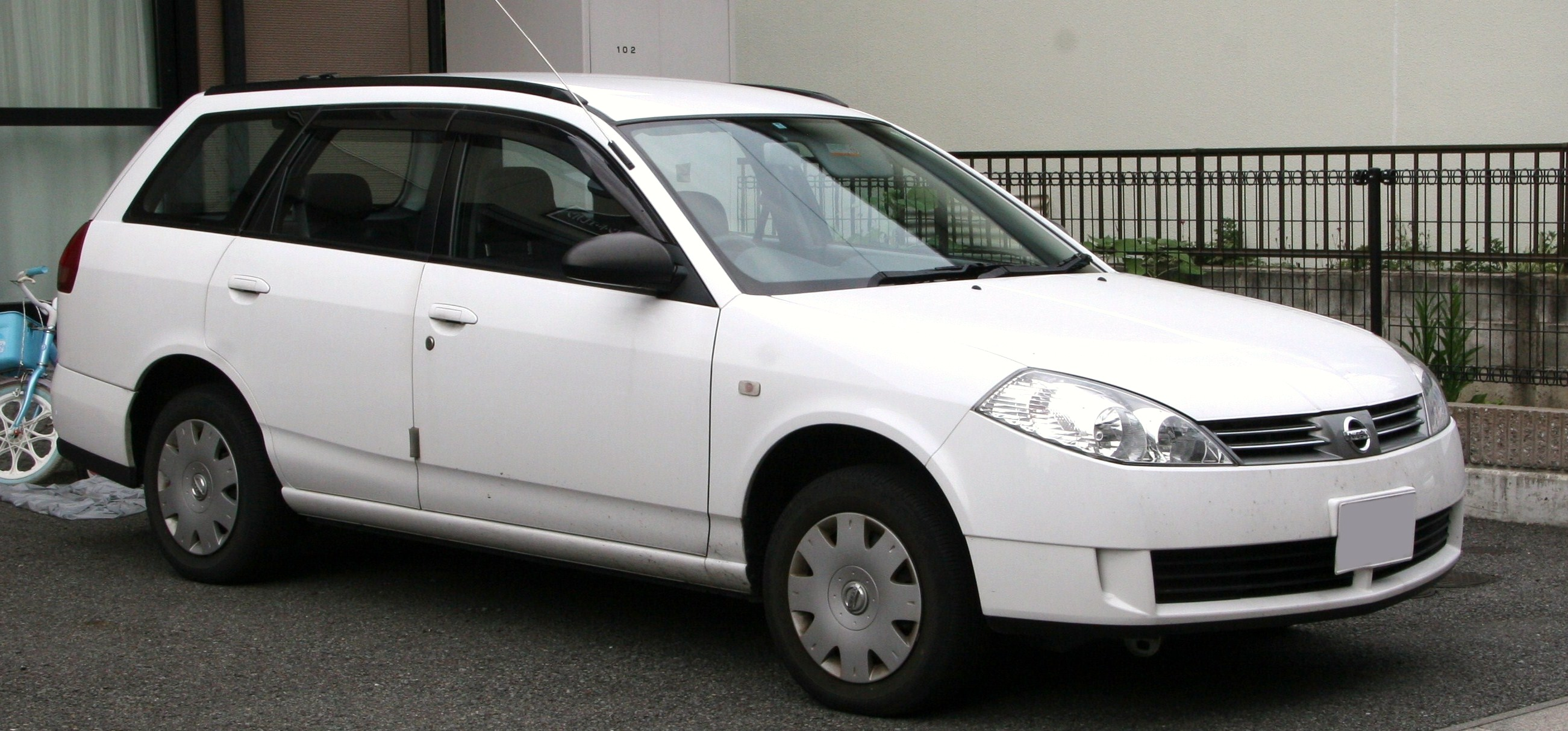
Nissan Wingroad Y11 (2001-2005)

Nissan Wingroad в кузові Y11 почали випускати в травні 1999 року, а через 2 роки новий шеф-дизайнер концерну Накамура Сіро допрацював передню частину автомобіля, що значно підняло продажу Wingroad: у 2001 році щомісячний обсяг продажів цієї моделі становив близько 5000 одиниць. В кузові Y11 могли ховатися 47 різних модифікацій, якщо не брати до уваги побудований на тій же платформі утилітарний універсал Nissan AD, що на вигляд відрізняється тільки оптикою.
Доступні для Nissan Wingroad другого покоління двигуни - тільки бензинові: QG13DE об'ємом 1298 куб.см і потужністю 86 к.с. встановлювався тільки на Ніссан АД, QG15DE об'ємом 1497 куб.см і потужністю 105 к.с. дорестаіл встановлювався до 2002 року який став перехідним роком для двигуна QG15DE потужністю 106 к.с поліпшеною модифікації і вилікуваними болячками попередника 105 к.с., те ж саме торкнулося і QG18DE об'ємом 1769 куб.см і потужністю 120 -123 к.с., а також Об'єм 1998 куб.см QR20DE потужністю 150 к.с. і SR20VE потужністю 190 к.с. Повний привід був доступний тільки на автомобілях з 1,8 двигунами, коробки передач могли бути механічними або автоматичними, також додався варіатор з можливістю ручного вибору однієї з 6 попередньо передач.
Дизель YD22DD в кузові Y11 встановлювався тільки на Nissan AD, як в повноприводному так і в переднеприводном варіанті, з автоматичною і механічною КПП.

## Третє покоління

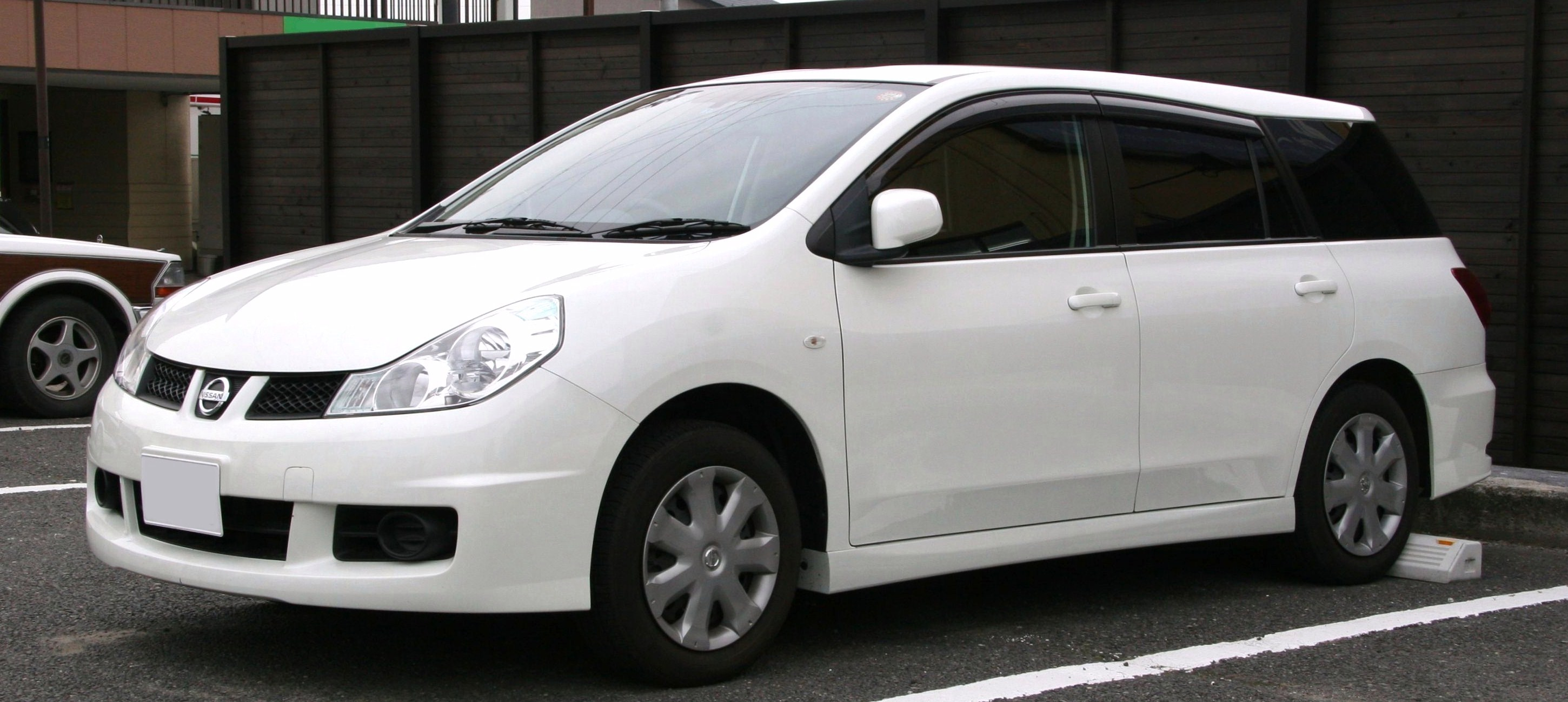
Nissan Wingroad Y12

Nissan Wingroad третього покоління почали випускати в листопаді 2005 року, паралельно з цим оновили і утилітарний Nissan AD. Кузов Y12 стилізований під мінівен, при цьому в порівнянні з автомобілем попереднього покоління новинка стала довшою за рахунок збільшення колісної бази на 65 мм (раніше - 2535 мм). Гамма двигунів тепер включає в себе тільки 1,5 і 1,8-літрові бензинові мотори, на більшості випущених машин встановлений варіатор.
Автомобілі випускаються як в переднеприводному варіанті (кузов Y12), так і у варіанті з системою повного приводу e-4WD (кузов NY-12).
30 листопада 2016 року було проведено фейсліфтінг AD, в ході якого він був перейменований в NV150 AD. Wingroad був знятий з виробництва 24 березня 2018 року.